# Nossa Senhora da Graça (Cabo Verde)
Nossa Senhora da Graça es una freguesia caboverdiana del municipio de Praia.

## Geografía
La freguesia abarca parte de la isla de Santiago.

## Organización territorial
La freguesia contaba en 2021 con 142 009 habitantes en una sola entidad de población:
- Praia